# ホジャリ大虐殺
ホジャリ大虐殺（ホジャリだいぎゃくさつ、アゼルバイジャン語: Xocalı soyqırımı）またはホジャル虐殺 (ホジャルぎゃくさつ) とは、ナゴルノ・カラバフ戦争中の1992年2月25日から26日に起きた、アルメニア人によるホジャルのアゼルバイジャン人住民に対する大量虐殺事件。
メモリアルやヒューマン・ライツ・ウォッチなどによると、虐殺は、アルメニア人武装勢力と独立国家共同体の第366自動車化狙撃兵連隊所属の一部将兵によって実行されたという。
アゼルバイジャン当局によると、106名の女性と63名の子供を含む合計613名の民間人が殺害されたという 。老人、女性、子供なども大勢殺され、目を抉られたり、耳を切られたり、髪を剥がされたり、遺体を焼かれたり、切り刻まれたりと非常に残酷な方法による殺人や遺体の愚弄が目立った。ナゴルノ・カラバフ紛争中、アゼルバイジャン人は断続的に殺されていたが、それらの中でも最大の悲劇とされ、「黒い一月事件」と並び、ナゴルノ・カラバフ紛争におけるジェノサイドの最も象徴的な事件とされている。

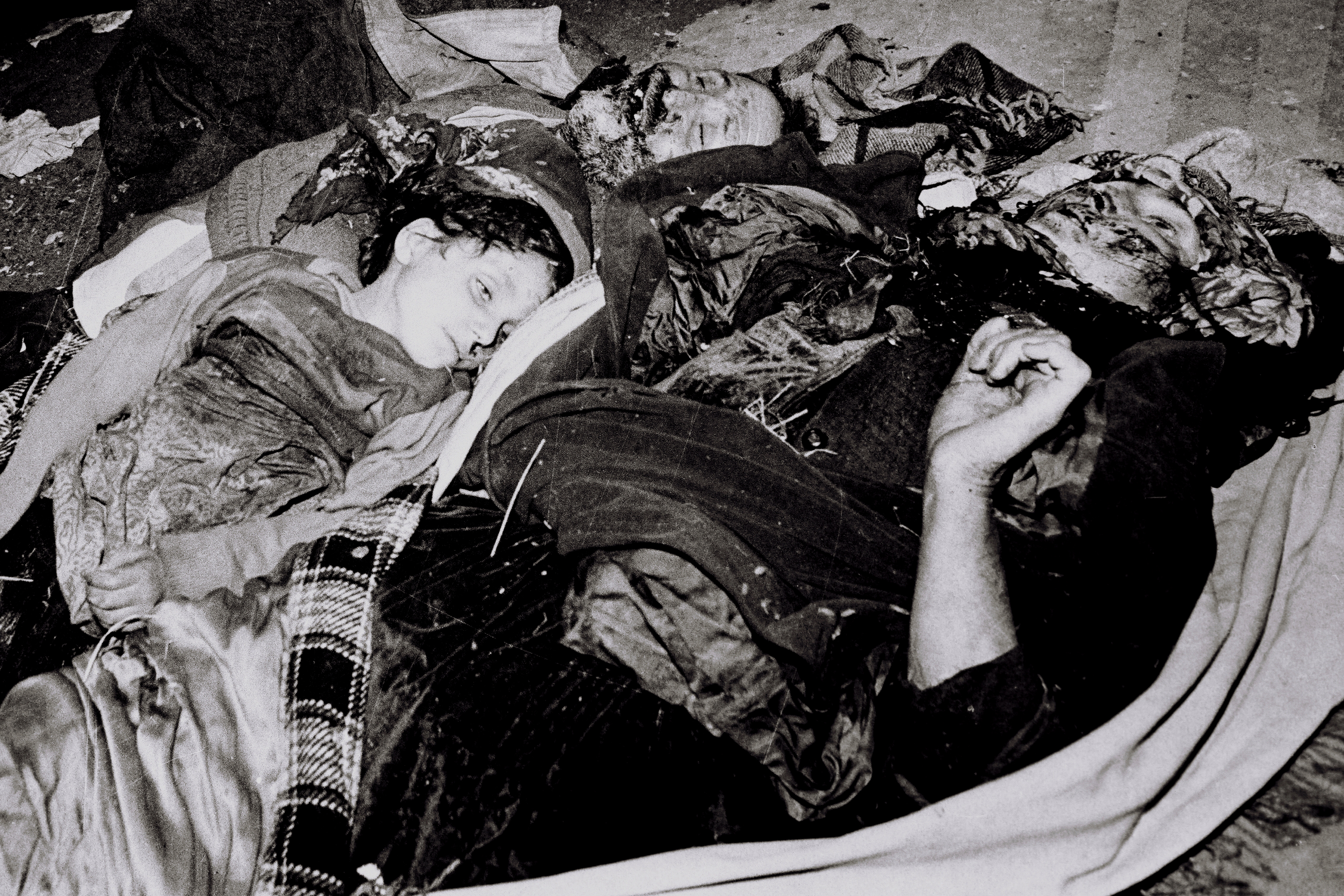
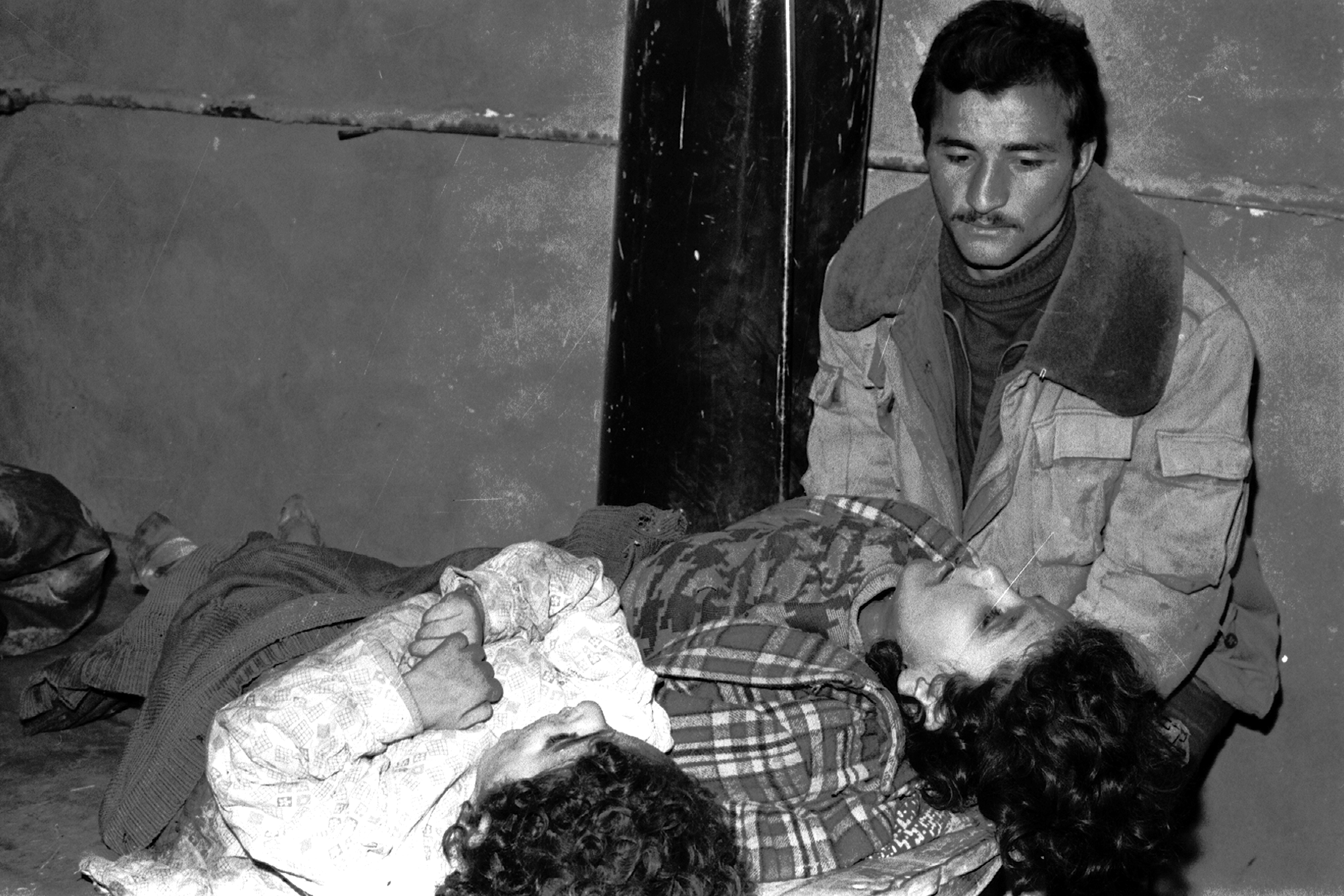
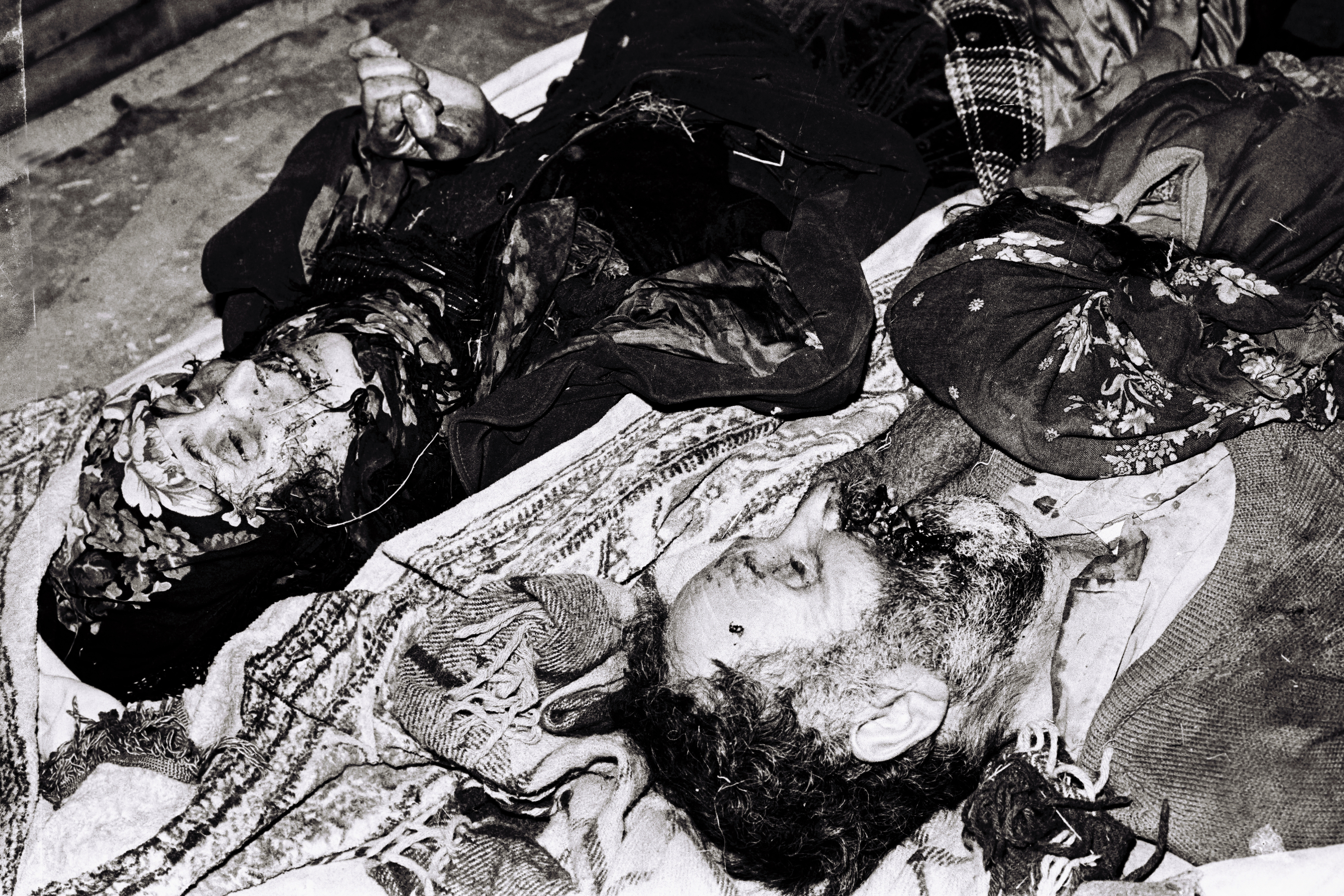
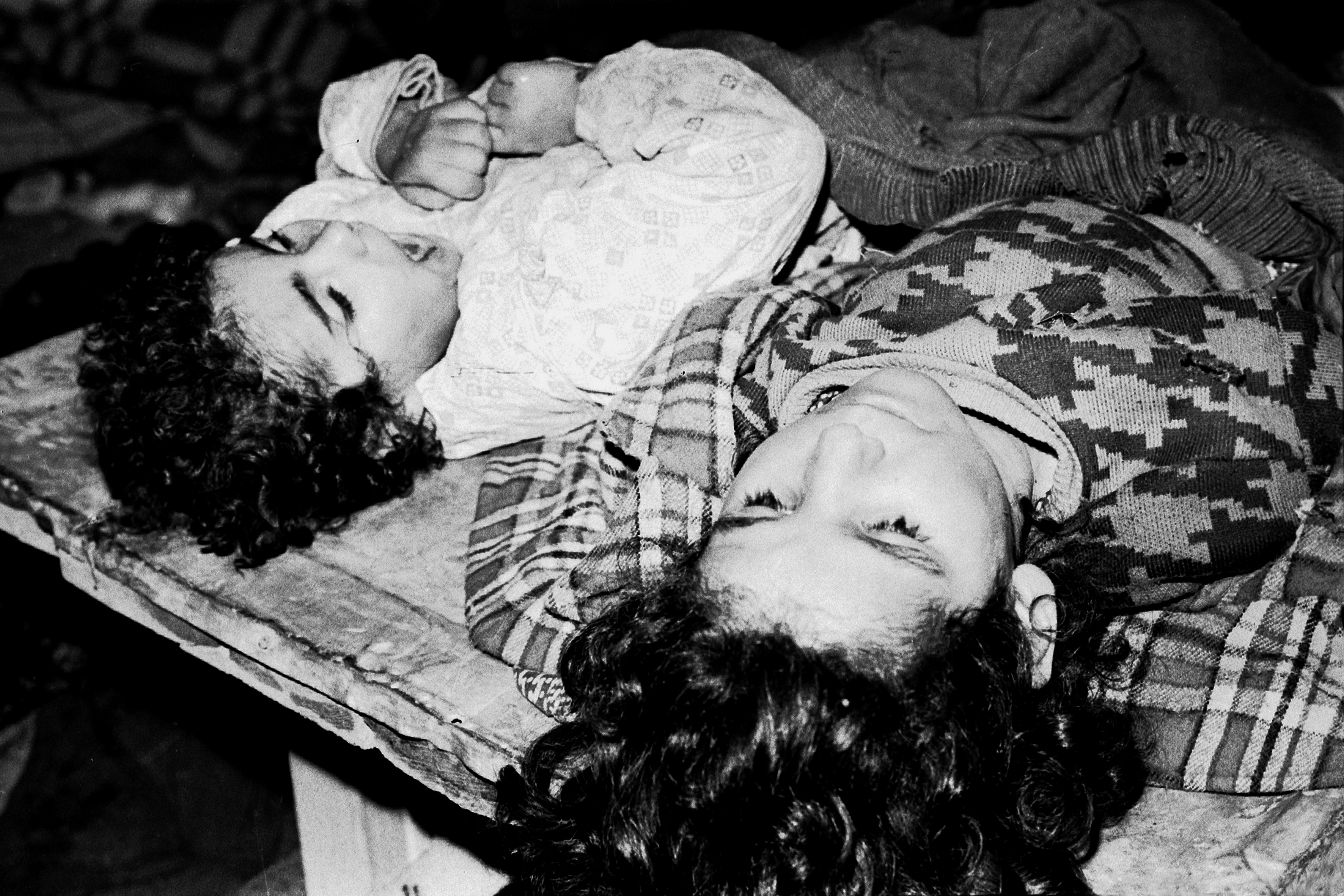
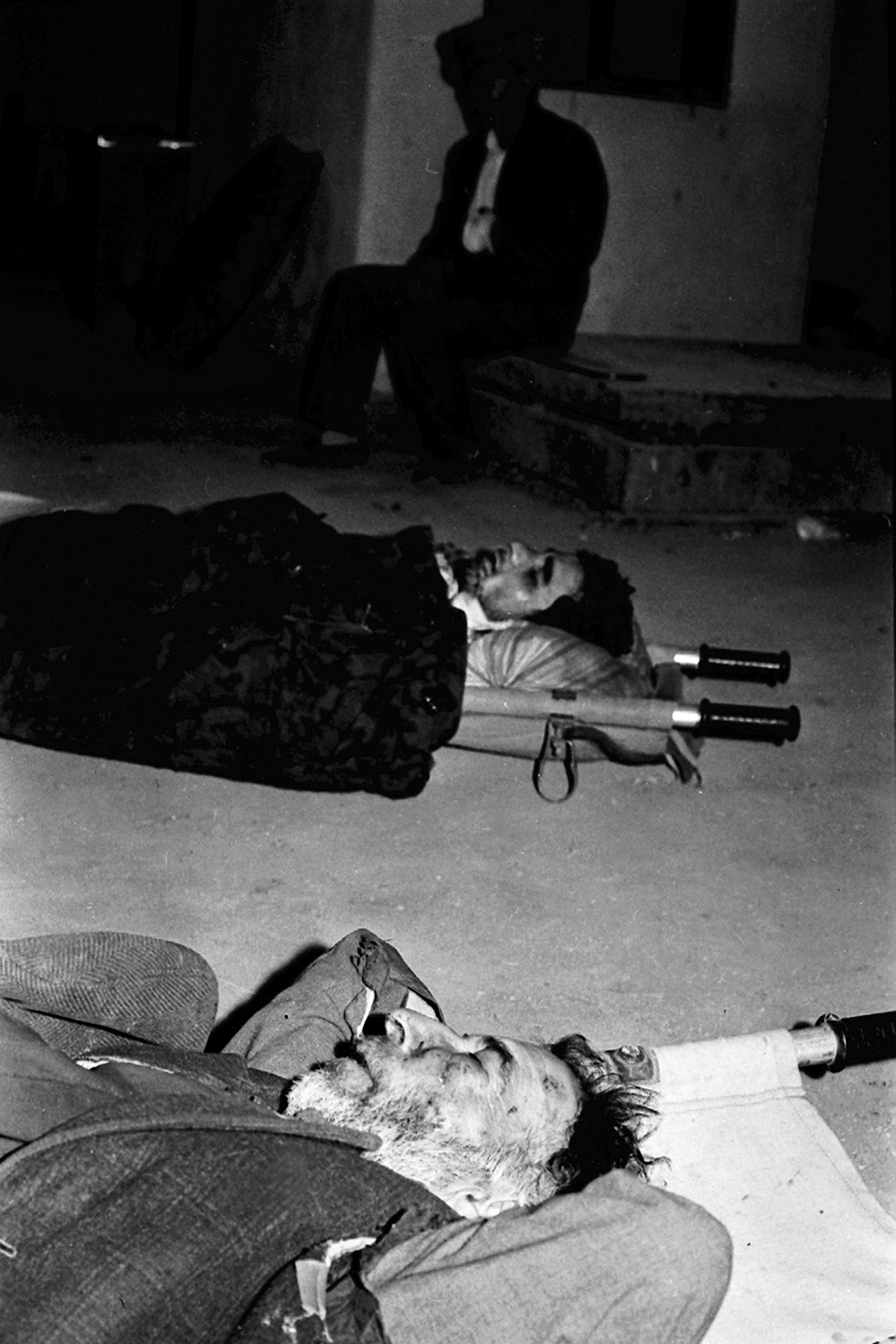
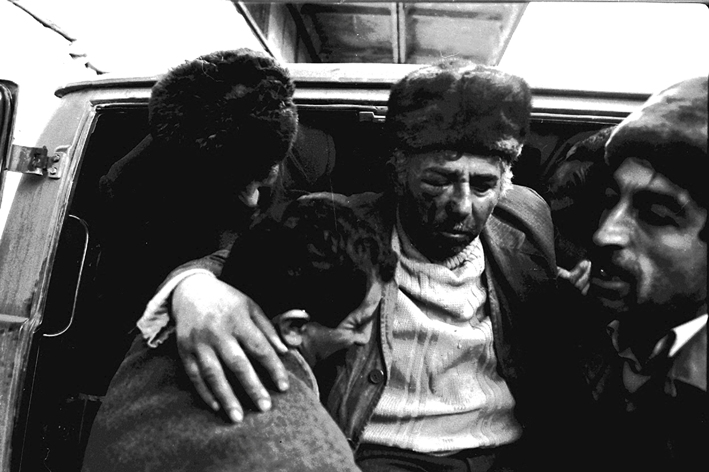
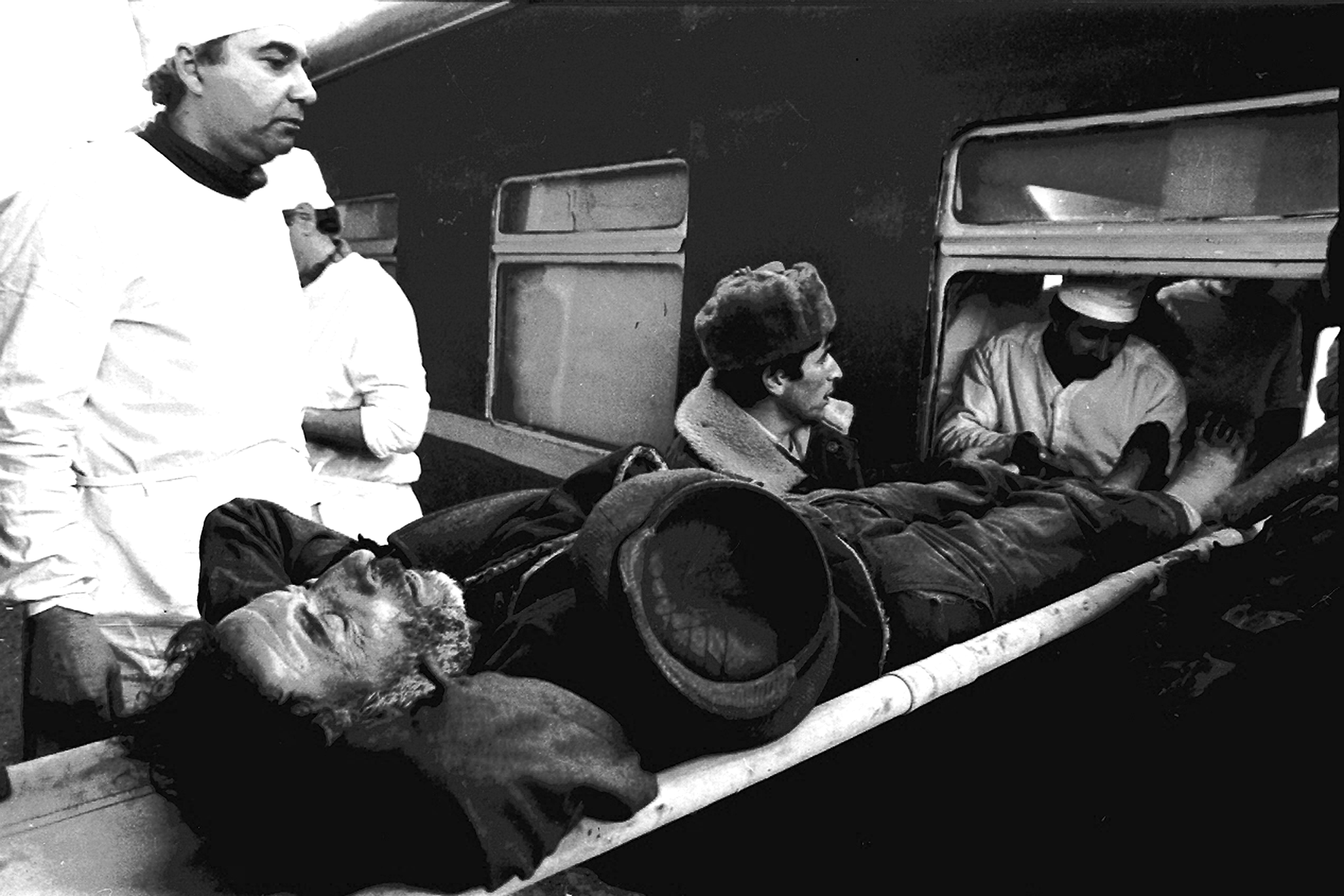
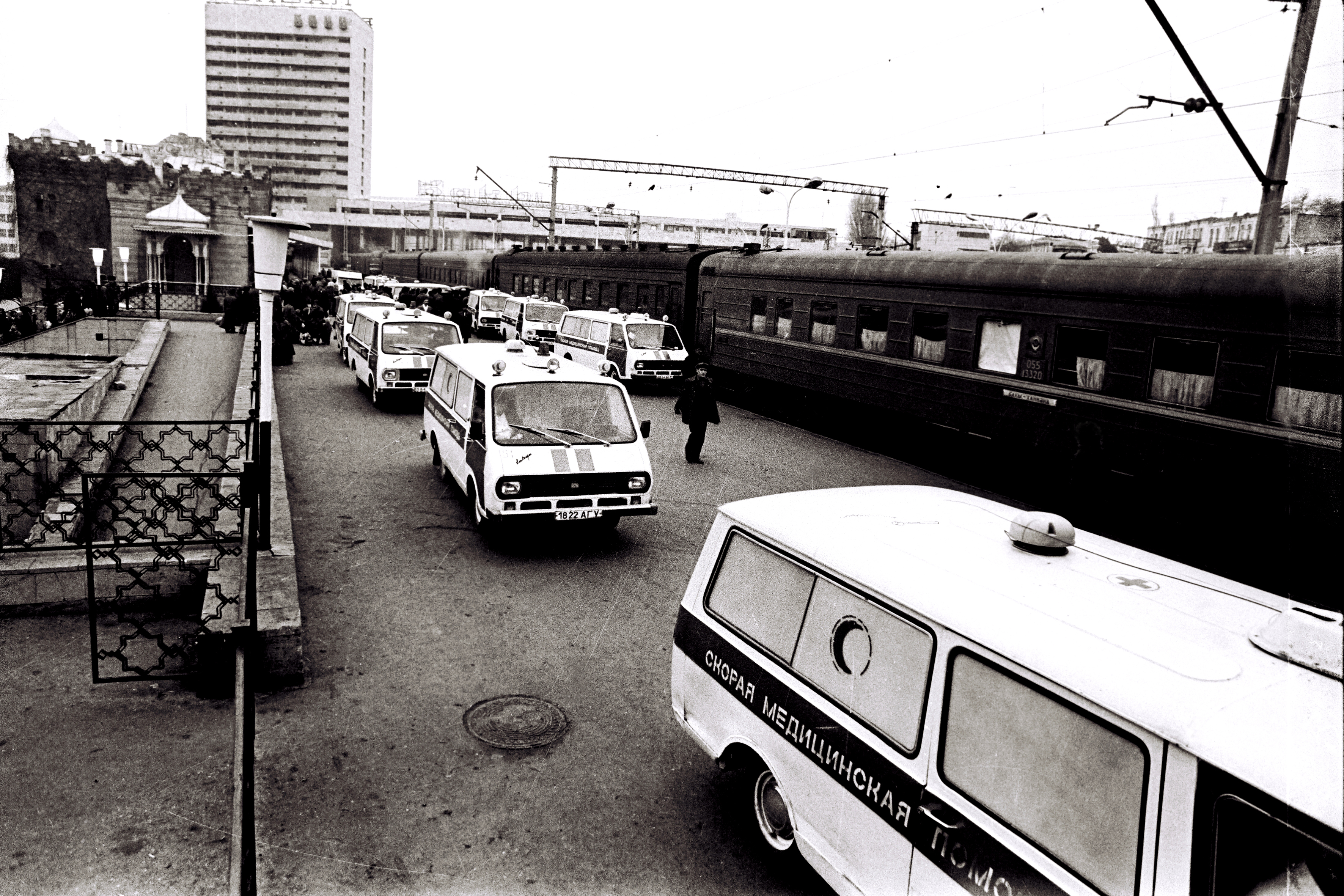